# Gurinhatã
Gurinhatã este un oraș în Minas Gerais (MG), Brazilia.